# Diano Castello
Diano Castello es una localidad y comune italiana de la provincia de Imperia, región de Liguria, con 2.209 habitantes.

## Evolución demográfica
| Gráfica de evolución demográfica de Diano Castello entre 1861 y 2001 |
|                                                                      |
| Fuente ISTAT - elaboración gráfica de Wikipedia                      |